# عبد الجبار المبارك
الشيخ عبد الجبار المبارك رجل دين ومتصوف سوداني راحل، خلف عددا من الكتب الدينية. ولد عبد الجبار المبارك الحفياني بمدينة طابت الشيخ عبد المحمود في الأول من يناير عام 1945م.

## المؤهلات العلمية
- قراءة القرآن الكريم (عودة مرة) خلوة طابت (1950م ـ 1959م).
- المدرسة الأولية ـ مدرسة طابت الأولية (1951م ـ 1954م).
- المتوسطة ـ معهد طابت العلمي (1955م ـ 1958م).
- الثانوي ـ الأهلية معهد أمدرمان العلمي (1962م).
- الجامعي ـ دبلوم معهد التربية بخت الرضا (1964م ـ 1965م) تخصص تربية إسلامية / لغة عربية.
- الجامعي ـ دبلوم كلية الفنون الجميلة في جامعة السودان للعلوم والتكنولوجيا (تخصص خطوط وزخارف 1973م ـ 1976م) بعثة دراسية أثناء الخدمة.

إجازات علمية في فقه الشريعة الإسلامية والحديث من عدد من المشايخ:
1. الشيخ عبد المحمود الحفيان
2. الأستاذ الشيخ مجذوب مدثر الحجاز.
3. الأستاذ الشيخ يوسف إبراهيم النور.
4. الأستاذ الشيخ محمد الأمين الشنقيطي (صاحب أضواء البيان).
5. الأستاذ الشيخ محمد نجيب المطيعي (صاحب تكملة المجموع).

## الخبرة العملية
- معلم مرحلة أولية من عام 1965م حتى عام 1970م.
- معلم معهد التربية ببخت الرضا من العام 1971م حتى عام 1973م.
- معلم في المرحلة الثانوية من العام 1976م حتى عام 1981م.
- رئيس شعبة الفنون مدرسة المهدية الثانوية بنات من العام 1976م حتى عام 1977 م.
- وكيل مدرسة المهدية الثانوية بنات ـ رئيس شعبة التربية الإسلامية في مدرسة المهدية الثانوية بنات من العام 1977م حتى عام 1988م.
- أستاذ متعاون لمادة الفقه المقارن جامعة أم درمان الإسلامية من عام 1977م حتى عام 1979م.
- مؤسس وعميد مدارس عباد الرحمن الثانوية بنين وبنات منذ عام 1988م وحتى تاريخ وفاته.
- باحث إسلامي ورئيس تحرير مجلة البيان الإسلامية ـ المجلس الأعلى للشئون الدينية والأوقاف.
- مدير إدارة البحوث والترجمة والنشر عندما أُنشأت في المجلس الأعلى للشئون الدينية والأوقاف من عام 1980م حتى عام 1983م.
- تم اختياره عضوا في هيئة الرقابة الشرعية منذ العام 1983م.
- أنشأ وأدار إدارة البحوث و الدراسات الإسلامية ـ البنك الإسلامي السوداني من عام 1983م حتى عام 1992م.
- تم انتخابه عضوا لمجلس أمناء هيئة علماء السودان منذ إنشائه عام 1986م حتى عام 2003م.
- رئيس هيئة الرقابة الشرعية لشركة النيل الأزرق للتأمين من عام 1991م حتى عام 2003م).
- رئيس هيئة الرقابة الشرعية لشركة التأمينات العامة من عام 1992م حتى عام 2003م.
- مستشار الفتوى الشرعية في البنك السعودي السوداني من عام 1998م حتى عام 2003م.
- عضو ومقرّر دائرة الشؤون الثقافية والمجتمع في مجمع الفقه الإسلامي في السودان من عام 1999م حتى عام 2003م.
- محاضر متعاون كلية الدعوة ـ كورس القوات النظامية ـ المركز الإسلامي الأفريقي لمدة ثلاثة سنوات.
- كبير مساعدي المدير العام للبحوث والدراسات والتَّوجيه الشرعي البنك الإسلامي السوداني من عام 1992م حتى عام 1996م.
- إماماً لصلاة الجمعة والجماعات منذ عام 1962م مع دروس مستمرة في الفقه الإسلامي إلى جانب جهد إعلامي مقدر في مجال الدعوة الإسلامية سجله بالهيئة العامة للإذاعة والتلفاز- السودان.

## مؤلفاته
- الفكرة الجمهورية في الميزان 1975م.
- البراهين الجلية في الاحتفال بالمولد النبوي الشريف طبع ثلاثة طبعات الأولى كانت في عام 1982م.
- التعاويذ والرقى في ضوء الكتاب والسنة في العام 1984م.
- الشيخ عبد المحمود الشيخ نور الدائم حياته وأخباره.
- فقه الطريقة.
- دروس في الفقه الإسلامي (عبادات).
- دروس في الفقه الإسلامي (معاملات).
- شـرع الله.
- إنسانية التشريع الإسلامي.
- مصادر العلمانية في الغرب الحديث.
- في رحاب القرآن الكريم(دراسة آيات الأحكام).
- من أحداث القرون من بداية الإسلام حتى القرن الثاني الهجري.
- الإسلام والعلمانية.
- الطرق الصوفية ومجالات العمل الإسلامي.
- الدين والدولة في منظور التراث.
- النبراس في مسند العباس (تخريج ودراسة).

## وفاته
انتقل الأستاذ الشيخ عبد الجبار المبارك الحفياني إلى رحمة مولاه في يوم السبت 7 ربيع الآخر 1424 هـ. الموافق 7 يونيو 2003م ودفن بطابت الشيخ عبد المحمود إلى جوار قبة خاله الشيخ عبد المحمود الحفيان رضي الله عنه.
== المصادر
1. ↑  موقع طابت، http://www.tabatpeople.com/ترجمة-للشيخ-عبد-الجبار-المبارك-الحفيا/ نسخة محفوظة 2017-05-13 على موقع واي باك مشين.